# Tetragnatha hastula
Tetragnatha hastula là một loài nhện trong họ Tetragnathidae.
Loài này thuộc chi Tetragnatha. Tetragnatha hastula được Eugène Simon miêu tả năm 1907.